# Karol von Hohenzollern
Jan Karol von Hohenzollern właściwie Johann Nepomuck Karl von Hohenzollern-Hechingen (ur. 25 lipca 1732 we Fryburgu Bryzgowijskim, zm. 11 sierpnia 1803 w Oliwie) – biskup rzymskokatolicki.

## Życiorys
Pochodził z katolickiej gałęzi rodu Hohenzollernów. Początkowo służył w armii francuskiej w której awansowany został do stopnia pułkownika. Kiedy zgłosił się do armii pruskiej, król Fryderyk II wyznaczył dla niego inne zadanie i został skierowany na studia teologiczne. Święcenia przyjął w 1777 roku.  Opat komendatoryjny opactwa cystersów w Pelplinie w latach 1779–1795 i opactwa cystersów w Oliwie od 1782, biskup chełmiński w latach 1785–1795, biskup warmiński w latach 1795–1803. 
Był senatorem I Rzeczypospolitej, członkiem konfederacji Sejmu Czteroletniego. 